# Rocailleur

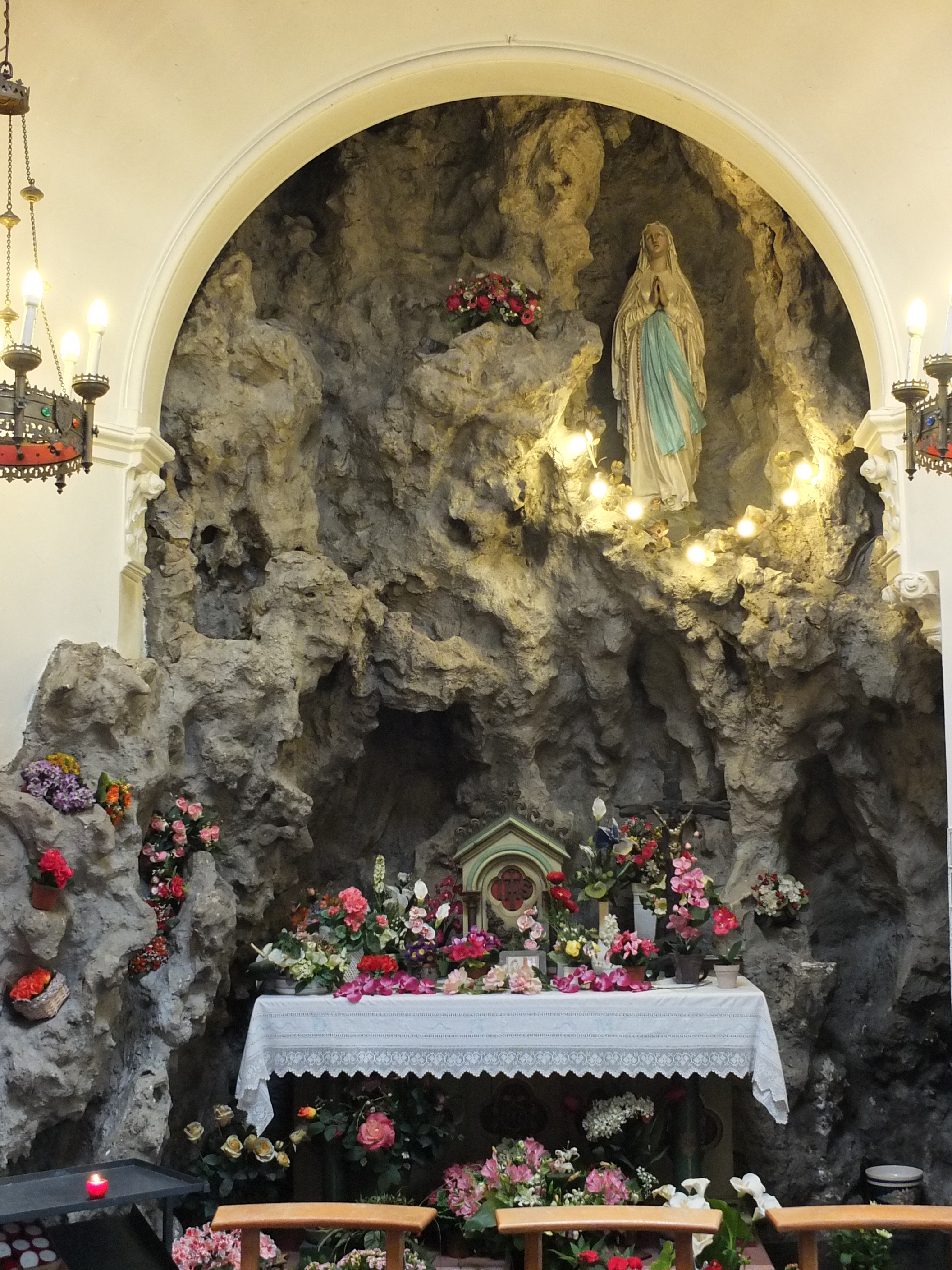
Lourdesgrot gemaakt door een rocailleur, Mechelen

Een rocailleur is een kunstenaar die gespecialiseerd is in het maken van driedimensionale imitaties op ware schaal van rotswanden en natuursteen in de open lucht.
In de 19e eeuw waren er verschillende rocailleurs actief, maar tegenwoordig is dit ambacht quasi uitgestorven.

## Etymologie
De term is afkomstig van het Franse woord rocaille, hetgeen "rots" betekent. Letterlijk vertaald wil dit "rotsmakers" zeggen.

## Voorbeelden
Bekende voorbeelden van valse rotspartijen zijn verspreid in parken en grote tuinen van kloosters (Lourdesgrotten) en kastelen. 

## Galerij

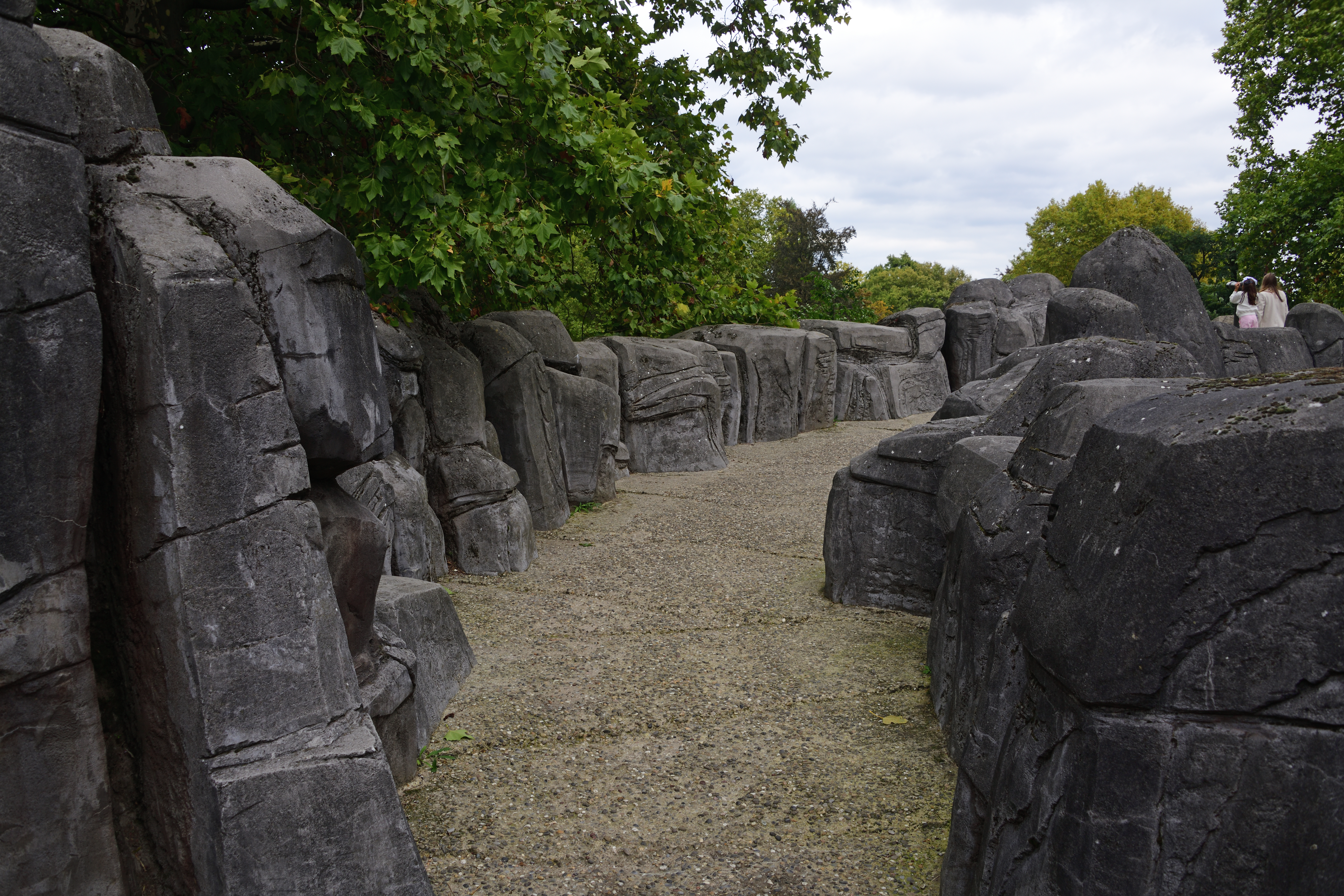
Zoo van Antwerpen
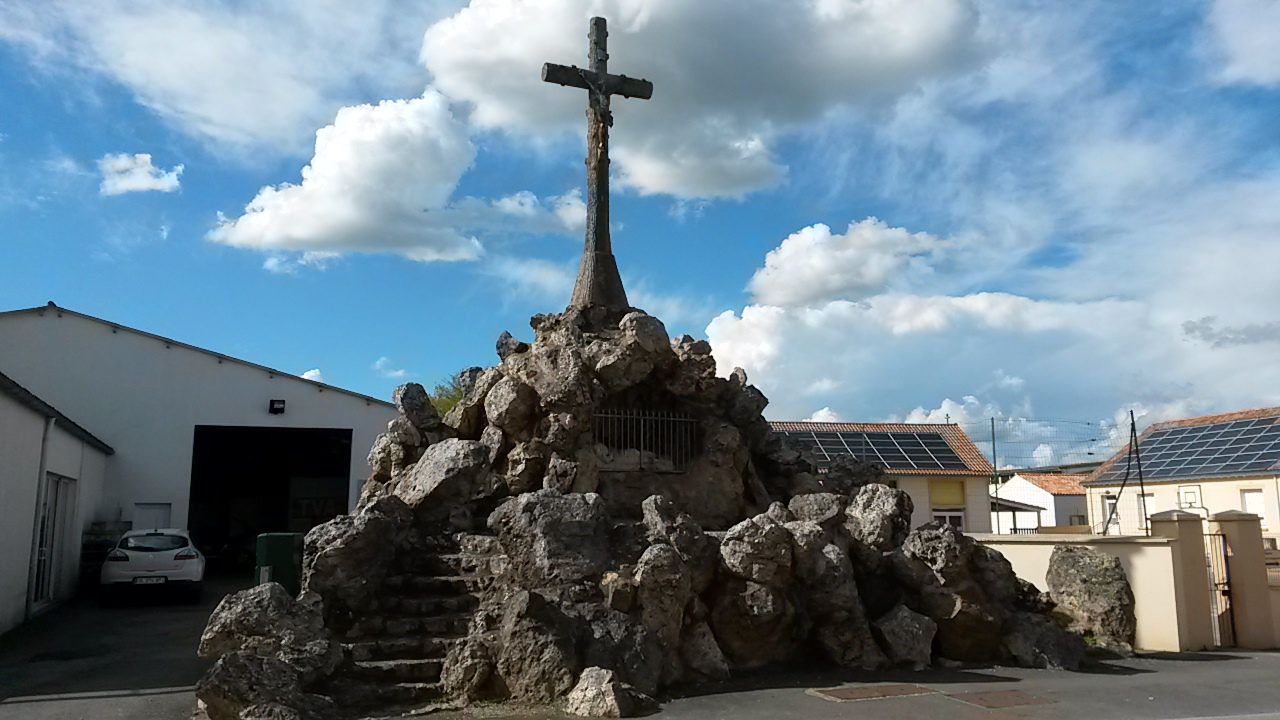
Kalvarie "la Guyonnière "
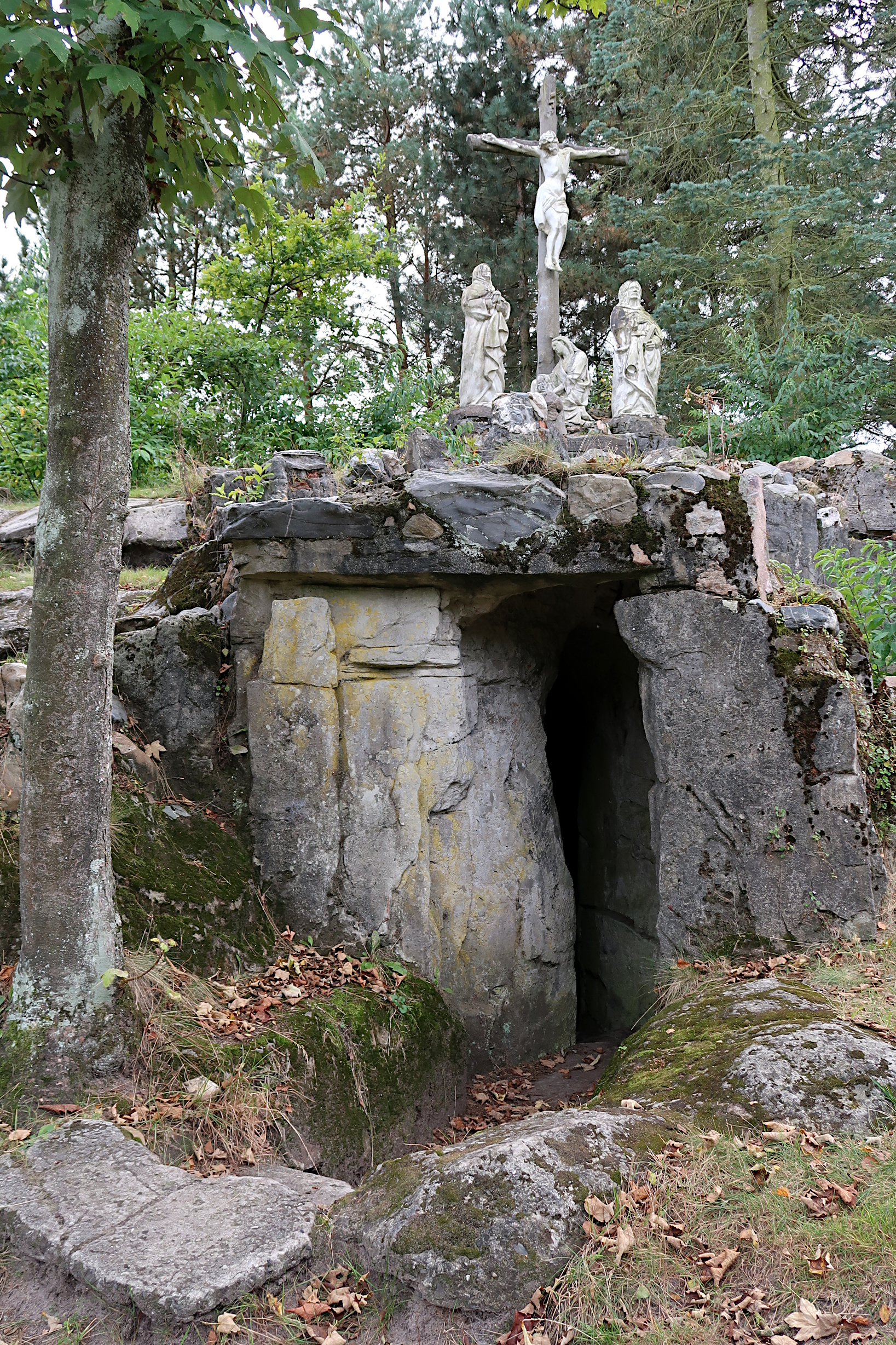
Mariapark te Lommel
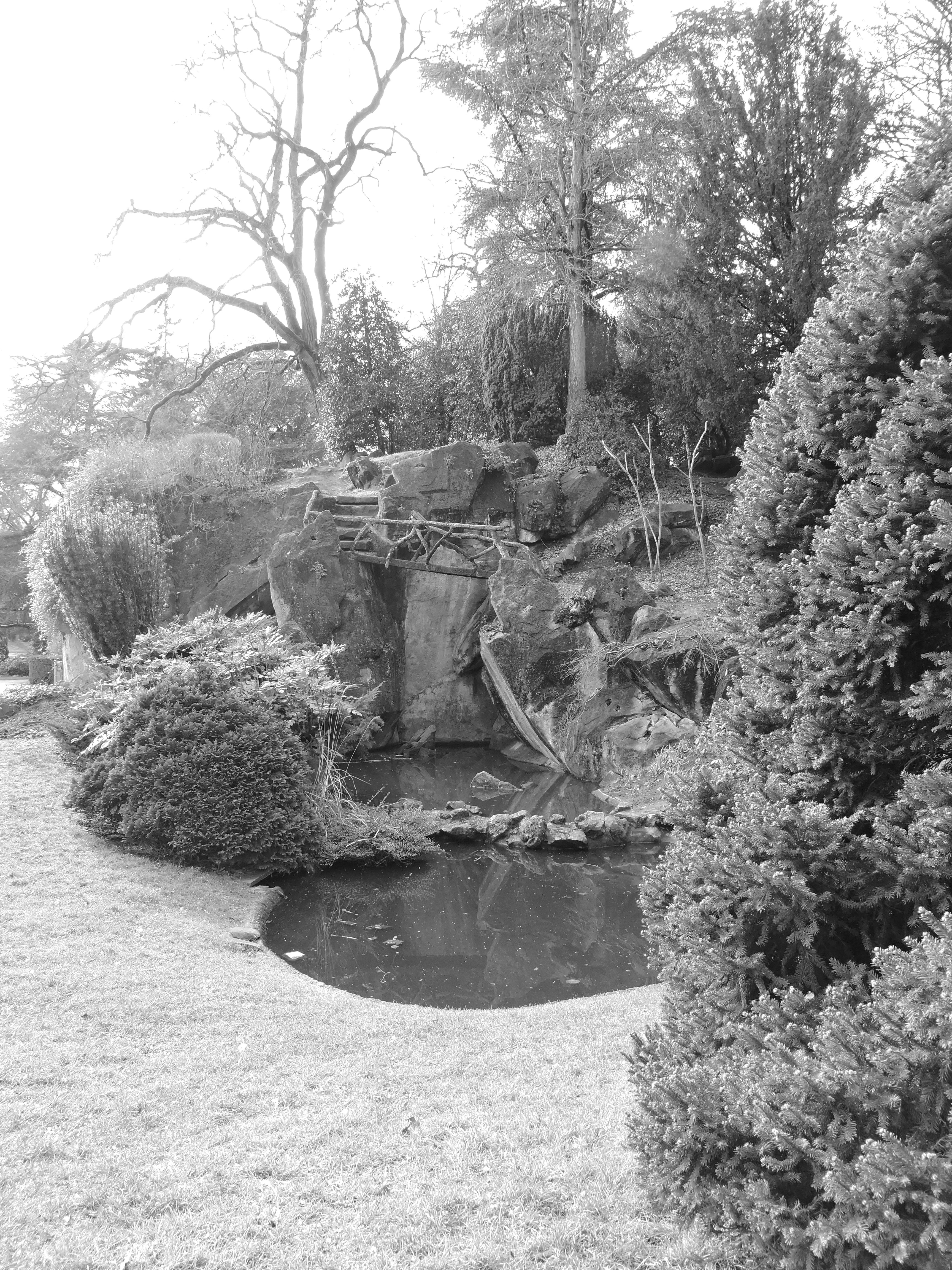
Citadelpark in Gent
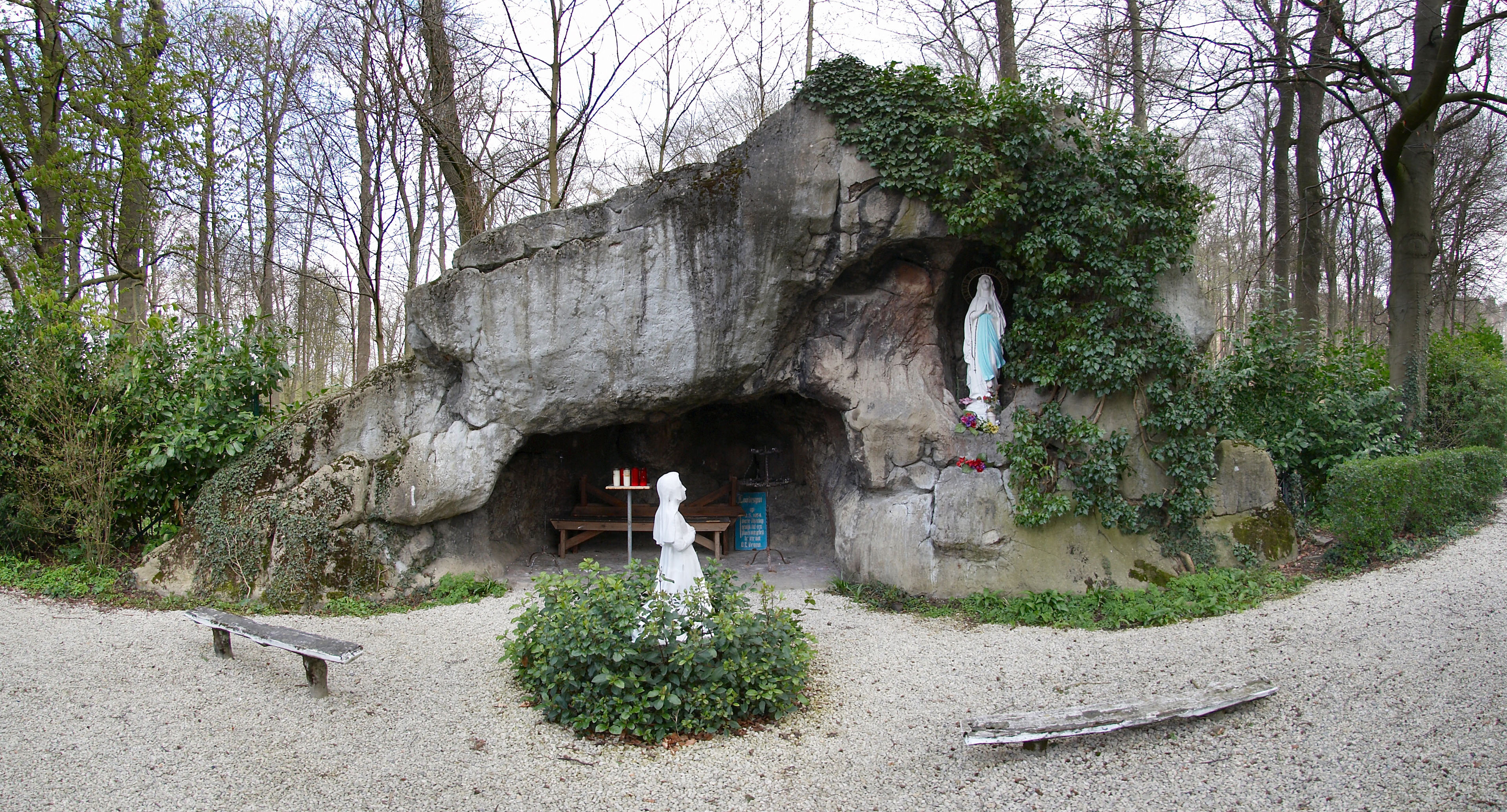
Lourdesgrot in Overijse